# Bjørnar Moxnes
Bjørnar Moxnes est un homme politique norvégien né le 19 décembre 1981 à Oslo.
En juillet 2023, après une affaire de vol, il démissionne de la direction de Rouge, un parti politique d'extrême gauche qu'il avait contribué à développer.

## Biographie
Bjørnar Moxnes devient leader du parti Rouge en 2012. Il est élu au Storting lors des élections législatives de 2017, où son parti rassemble environ 2,5 % des voix et entre pour la première fois au Parlement norvégien depuis 1993,.
En juin 2023, Bjørnar Moxnes est épinglé pour un vol de lunettes de soleil de marque dans une boutique de l'aéroport d'Oslo. Le chef de l'extrême gauche norvégienne invoque alors une étourderie mais modifie sa version plusieurs fois au fil des révélations autour de cet épisode capturé par des caméras de vidéosurveillance, lesquelles semblent affaiblir l'hypothèse d'un oubli. En raison des répercussions de cette affaire, il renonce le mois suivant à son poste à la tête du parti d'opposition Rouge qu'il dirigeait depuis 11 ans et qu'il avait contribué à développer,. Il reste toutefois député jusqu’à la fin de son mandat, les règles en vigueur en Norvège, ne permettant pas de renoncer à des fonctions électives, comme celles de député, en cours de mandat.

## Positions politiques
Bjørnar Moxnes se définit comme socialiste, souhaitant que son parti abandonne le terme « communiste » de son programme. Il rejette l'étiquette de populiste qui lui est parfois attribuée. Il estime que son parti travaille pour la justice sociale en Norvège et à travers le monde. Il s'oppose à l'appartenance de la Norvège à l'Union européenne, à l'Espace économique européen, à l'espace Schengen et à l'OTAN.
En 2018, il nomine le mouvement BDS pour le prix Nobel de la paix. Il estime que celui-ci se bat contre la politique du gouvernement d'Israël et non contre les juifs, rejetant les accusations d'antisémitisme contre le mouvement et le comparant à l'opposition à l'apartheid.